# Moïse Székely
Moïse Székely fut prince de Transylvanie en 1603. Il fut le second prince unitarien de Transylvanie après Jean II de Hongrie. Fils de Jean (Janos en hongrois) Székely, ancien commandant de Sigismond Ier Bathory, il accède au titre de prince grâce à la pression du Sultan et de ses troupes le 8 mai 1603. Il est battu et tué lors de la bataille de Brassó (en) le 17 juillet suivant.